# Hans Urs von Balthasar

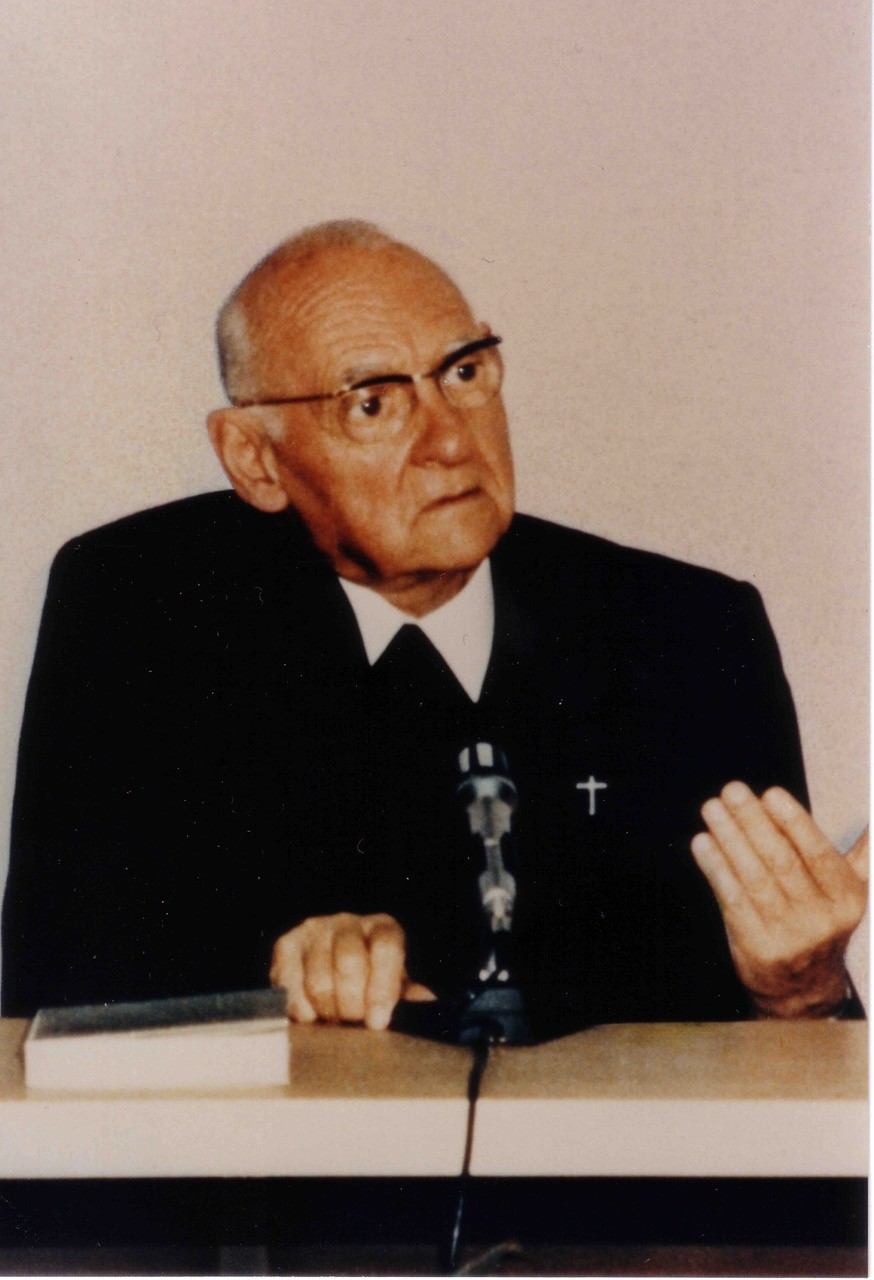
Hans Urs von Balthasar

Hans Urs von Balthasar (* 12. August 1905 in Luzern; † 26. Juni 1988 in Basel) war ein Schweizer römisch-katholischer Priester, Theologe und Kulturphilosoph. Er starb zwei Tage vor seiner durch Papst Johannes Paul II. geplanten Aufnahme in das Kardinalskollegium.
Obwohl nie im wissenschaftlichen Betrieb einer Universität tätig, wird er zu den bedeutenden katholisch-theologischen Autoren des 20. Jahrhunderts gerechnet. Balthasar zählt auch zu den Vorbereitern des Zweiten Vatikanischen Konzils. Später wurde er in die nach dem Konzil gegründete Internationale Theologenkommission berufen.
Seine Theologie war geprägt durch die Begegnungen mit jesuitischen Philosophen und Theologen. Durch seine Veröffentlichungen erschloss er das patristische Erbe neu für die Theologie und den christlichen Glauben.

## Leben und Wirken
Hans Urs von Balthasar entstammte einer alten Luzerner Patrizierfamilie. Er besuchte die Benediktiner-Stiftsschule Engelberg und das Jesuitenkolleg Stella Matutina in Feldkirch und studierte ab 1923 in Zürich, Berlin und Wien Germanistik und Philosophie. 1928 wurde er in Zürich mit der Arbeit Geschichte des eschatologischen Problems in der modernen deutschen Literatur zum Dr. phil. promoviert. Am 31. Oktober 1929 trat er ins Noviziat der Gesellschaft Jesu in Feldkirch ein. Nach dem Noviziat  folgte von 1931 bis 1932 ein Philosophiestudium im Berchmanskolleg bei Pullach, wo er Erich Przywara begegnete. Dieser führte ihn in sein religionsphilosophisches Konzept der «Analogia entis» ein, das fortan für Balthasars Werk eine massgebende Rolle spielte.
Von 1933 bis 1937 studierte er in Lyon-Fourvière Theologie. Er entwickelte dort eine lebenslange Freundschaft zu Henri de Lubac und stand der Bewegung der Nouvelle Théologie nahe. 1936 empfing von Balthasar in München durch Kardinal Faulhaber die Priesterweihe. Es folgte ein zweijähriges Zwischenspiel in München, wo er sein Tertiat begann und von 1937 bis 1939 als Redakteur bei der Ordenszeitschrift Stimmen der Zeit mitarbeitete.
Ab 1940 war er in Basel Studenten- und Akademikerseelsorger. Er begegnete dort Karl Barth und Adrienne von Speyr. Balthasar begleitete Adrienne von Speyr bei ihrer Konversion zur katholischen Kirche. Es ergaben sich ungezählte Gespräche, die bis zu ihrem Tod 1967 nicht abbrachen. Zusammen mit Adrienne von Speyr gründete er am 8. Dezember 1944 das Säkularinstitut der Johannesgemeinschaft. 1947 begründete er den Johannes Verlag, in dem er die Visionen der Adrienne von Speyr, die er als ihr langjähriger Sekretär dokumentiert hatte, veröffentlichte.
In Zürich und Basel war er danach als Schriftsteller und Leiter des Verlages tätig. 1950 trat er aus dem Jesuitenorden aus, nachdem sich bezüglich seiner Rolle in der «Johannesgemeinschaft» keine Übereinkunft mit den Verantwortlichen seines Ordens hatte erzielen lassen. Der Konflikt mit dem Jesuitenorden liess Balthasar in den 1950er Jahren als theologischen Aussenseiter erscheinen.  Zeitweilig war er Priester ohne kirchenrechtliche Zuordnung, bis ihn das Bistum Chur 1956 aufnahm. Er wirkte nun als freier Schriftsteller und Seelsorger in Basel und hielt zahlreiche Exerzitienkurse und Vorträge in Europa und Nordamerika.
Balthasar hielt sich zeitlebens von einer Professur fern. Einen Ruf als Professor für Fundamentaltheologie an die Katholisch-Theologische Fakultät der Eberhard Karls Universität Tübingen als Nachfolger von Heinrich Fries lehnte er 1960 ab, den Lehrstuhl übernahm stattdessen Hans Küng. Als Gründer von Säkularinstituten blieb er im Vergleich zu seiner theologischen Akzeptanz unbekannt.
Balthasar zählt zu den Vorbereitern des Zweiten Vatikanischen Konzils, zu dem er «als einziger unter den großen mitteleuropäischen Theologen» nicht als Berater eingeladen wurde. Später wurde er in die nach dem Konzil gegründete Internationale Theologenkommission berufen, die der Kongregation für die Glaubenslehre zugeordnet ist. Durch seine wertkonservative Kritik an nachkonziliaren Entwicklungen gewann er internationale Bedeutung.
Aufgrund seiner Verdienste beabsichtigte Papst Johannes Paul II. ihn zum Kardinal mit der Titeldiakonie San Nicola in Carcere zu ernennen, er starb jedoch zwei Tage vor der Aufnahme ins Kardinalskollegium.

Balthasar wurde bei der Hofkirche in Luzern ohne Zeitfrist begraben. 

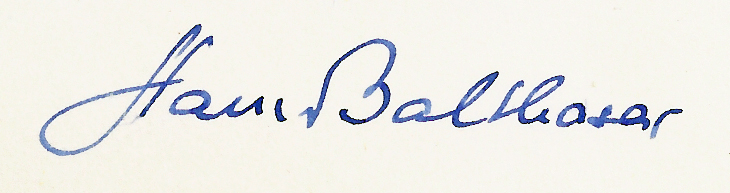
Hans Urs von Balthasar. Signatur 1962

## Ehrungen
- 1956: Innerschweizer Kulturpreis
- 1971: Romano-Guardini-Preis
- 2005: Augustin-Bea-Preis (postum, anlässlich seines 100. Geburtstages)

## Posthume Rezeption
2005 wurde seines 100. Geburtstages gedacht.
Es gibt die Hans Urs von Balthasar-Stiftung, eine Schweizer Stiftung.  Ihr Zweck ist die Erhaltung und Verbreitung des philosophischen, theologischen und literarischen Werkes Hans Urs von Balthasars, namentlich durch
- Unterstützung aller Tätigkeiten, die – in Zusammenarbeit mit der Johannesgemeinschaft – der Sammlung, Ordnung, Auswertung und – soweit tunlich – der öffentlichen Zugänglichmachung seines Nachlasses dienen,
- Förderung des Schrifttums von und über Hans Urs von Balthasar; Studienbeihilfen, Publikationsbeiträge.
- Aufbau eines internationalen Korrespondenten- und Freundeskreises auch in ökumenischen Belangen.[5]

## Werk
Balthasar legte ein umfangreiches theologisches Werk vor. Sein Denken orientierte sich an den Kirchenvätern, grossen Mystikern und Glaubenszeugen der Kirche. Ein bestimmender Einfluss ging von den Begegnungen mit jesuitischen Philosophen und Theologen aus – wie Erich Przywara, Jean Daniélou und Henri de Lubac, den er auch ins Deutsche übertrug. Beeinflusst wurde er auch von den Philosophen Gustav Siewerth und Ferdinand Ulrich und durch seine langjährige Zusammenarbeit mit der Mystikerin Adrienne von Speyr. Durch seine Veröffentlichungen erschloss er das patristische Erbe neu für die Theologie und den christlichen Glauben.
Als einer der ersten katholischen Theologen setzte er sich mit Karl Barth auseinander. Den Versuch einer christlichen Gesamtdeutung deutscher Dichtung, Philosophie und Theologie von Lessing bis in die Gegenwart unternahm er in Apokalypse der deutschen Seele. Studien zu einer Lehre von letzten Haltungen (1937–1939).
Sein theologisches Hauptwerk entfaltete Balthasar in seiner letzten Schaffensperiode. Es umfasst die drei Teile Herrlichkeit. Eine theologische Ästhetik (1961–69), Theodramatik (1973–83) und Theologik (1985–1987) sowie einen Epilog (1987).
1972 gründete Balthasar zusammen mit Joseph Ratzinger, Karl Lehmann, Franz Greiner, Otto B. Roegele, Albert Görres und Hans Maier die Internationale katholische Zeitschrift Communio. Sie erscheint (Stand 2017) in 17 Ausgaben für verschiedene Länder und gilt als eine der wichtigsten katholisch-theologischen Zeitschriften.

### Verhältnis von Philosophie und Theologie
Auch wenn Balthasar primär Theologe war, so ist sein Werk doch wesentlich von seinem philosophischen Ansatz geprägt. Er vertritt die These, dass «ohne Philosophie keine Theologie», zugleich aber auch, dass «alle Philosophie von einem – bewußten oder unbewußten – theologischen Apriori umgriffen» (HPh 4) sei. Dabei sei das Übernatürliche so sehr «in der Natur imprägniert» (W XII), dass «die Übernatur und die Gnade […] die letzte, ontologische Form der gesamten Welt» (AA 57) abgäben. Natur und Übernatur zusammen machten erst den einen Bestand des Seins aus. Jede Philosophie, die sich mit dem immanenten Seienden beschäftige, werde früher oder später an ihre Grenzen stossen und somit letztlich christlich sein müssen (Apk 436). In jeder Wahrheitserkenntnis müsse Gott «bewußt oder unbewußt, notwendig mitgesetzt werden» (W 260). Jede wahre Philosophie lebe als Liebe zur letzten Wahrheit von einem theologischen Eros, weshalb wahre Philosophen von selber zu Theologen werden müssten. Philosophie habe somit eine Dienstfunktion gegenüber der Offenbarung. Das Licht des Glaubens müsse letzte Instanz aller Philosophie bleiben.
Die Christliche Philosophie habe den Sendungsauftrag, alle philosophischen Entwürfe in den Dienst Christi zu stellen. Dabei müssten die grossen philosophischen Systeme in ihrem «sündigen Absolutheitsanspruch» relativiert und auf die göttliche Wahrheit hin aufgesprengt werden. Dabei sei alles brauchbar (KPh 12), da in allem ein Vernunftkeim («logos spermatikos») gefunden werden könne. Durch eine «Auseinandersetzung ohne Ressentiment» (KPh 28) könne die wahre Quintessenz auch der Lebens-, Existential- oder Geschichtsphilosophie erschlossen werden.

### Philosophische Schriften
In seiner dreibändigen Apokalypse der deutschen Seele geht Balthasar daran, 150 Jahre deutschen Geisteslebens von der Aufklärung bis zu seiner Zeit (1930) in einer christlichen Gesamtdeutung darzustellen. Balthasar setzt sich hier unter anderem mit Nietzsche, Scheler, Heidegger und dem deutschen Idealismus philosophisch auseinander. Er kritisiert am deutschen Idealismus dessen latente Anthropozentrik in der «Absolutsetzung der reinen Menschsituation» (Apk 111,435). In der modernen Lebens- und Existentialphilosophie erkennt er einen reinen Immanentismus, insofern sie Zeit, Endlichkeit und reine Weltlichkeit mit dem Nimbus der Endgültigkeit umgebe.
In Wahrheit der Welt entwickelt Balthasar seinen eigenen metaphysischen Ansatz. Er will hier einen «philosophischen Zugang zum spezifisch christlichen Wahrheitsverständnis erschließen» (Lpl 215). Sein Ansatz besteht darin, mit philosophischen Methoden die Wahrheitsstrukturen des endlichen Seins zu beschreiben, ohne von vornherein Elemente auszuschliessen, die unmittelbar göttlicher Herkunft sind. Es soll eine «Phänomenologie der uns bekannten und begegnenden Wahrheit» (W 11) sein. Jeder Mensch hat für Balthasar einen ursprünglichen Vorbegriff der Wahrheit. Dieser ist im Selbstbewusstsein gegeben. Wahrheit bedeutet «Enthülltheit, Aufgedecktheit, Erschlossenheit, Unverborgenheit […] des Seins» (W 28) (Aletheia). Die Wahrheit weist über sich hinaus auf ihre Verflochtenheit in die Polarität von Subjekt und Objekt, worin sie ihre relative und absolute Seite zeigt.

## Schriften
Das umfangreiche literarische Werk von Balthasars umfasst rund 90 eigene Bücher, 100 Übersetzungen, 550 Aufsätze und 15 Auswahlausgaben klassischer Autoren. Darüber hinaus betreute er als Herausgeber 13 Schriftenreihen.
Einen Gesamtüberblick bietet der Johannes-Verlag: Eine Auswahl früherer Werke:
- Geschichte des eschatologischen Problems in der modernen deutschen Literatur. Selbstverlag, [Zürich] 1930, DNB 572120885 2. Auflage (= Studienausgabe, Band 2), Johannes, Freiburg im Breisgau 1998, ISBN 3-89411-347-2 (Dissertation. Universität Zürich, 1930).
- Apokalypse der deutschen Seele. 3 Bände. Pustet, Salzburg/Leipzig 1937–1939.
- Das Herz der Welt. Arche, Zürich 1945.
- Therese von Lisieux. Geschichte einer Sendung. Hegner, Köln 1950.
- Karl Barth. Darstellung und Deutung seiner Theologie. Hegner, Köln 1951.
- Reinhold Schneider. Sein Weg und sein Werk. Hegner, Köln 1953.
- Bernanos. Hegner, Köln 1954.
- Einsame Zwiesprache. Martin Buber und das Christentum. Hegner, Köln 1958; Johannes, Einsiedeln 2. A. 1993, ISBN 3-89411-314-6.
- Augustinus, Die Gottesbürgerschaft. Frankfurt am Main 1961.
- Cordula oder der Ernstfall. Johannes Verlag, Einsiedeln 1966.
- Apokatastasis (= Neue Kriterien; Band 1). Johannes, Freiburg im Breisgau 1999, ISBN 3-89411-354-5

Seine große theologische Trilogie besteht aus:
- Herrlichkeit. Eine theologische Ästhetik. 3 Bände. Johannes, Einsiedeln 1961–1969.
- Theodramatik. 4 Bände. Johannes, Einsiedeln 1971–1983.
- Theologik. 3 Bände. Johannes, Einsiedeln 1985–1987.
- Epilog. Johannes, Einsiedeln 1987.

Eine Auswahl weiterer Werke:
- Skizzen zur Theologie. 5 Bände. Johannes, Einsiedeln 1960–1986.
- Erster Blick auf Adrienne von Speyr. Johannes, Einsiedeln 1968.